# Азербайджанский жестовый язык
Азербайджанский жестовый язык (азерб. Azərbaycan jest dili, используется также аббревиатура AzJD) — национальная лингвистическая система, обладающая собственной лексикой и грамматикой, используемая для общения глухих и слабослышащих, живущих в Азербайджане, наряду с русским жестовым языком. Грамматика азербайджанского жестового языка сильно отличается от грамматики азербайджанского словесного языка.

## Вопросы классификации
Азербайджанский жестовый язык находится в родстве с русским жестовым языком и испытал сильное влияние жестового языка из стран СНГ. Как и остальные жестовые языки, он не является калькой с какого-либо звучащего языка, обладает богатым запасом жестов и сложной грамматической структурой; кроме того, он появился естественным путём, автономно, и не является искусственным языком.

## Социолингвистические сведения
Язык не имеет официального статуса и поддержки в Азербайджане, вследствие чего глухим в этой стране затруднительно получать информацию, в том числе касающуюся официальных документов. Хотя в Азербайджане проживает около 31 тысячи глухих (приведены данные по состоянию на 2009 год), большинство используют преимущественно русский жестовый язык, согласно лингвистической классификации являющийся изолированным.
Азербайджанское общество глухих является членом Всемирной федерации глухих, созданной для обеспечения благополучия глухих и слабослышащих людей.
В Азербайджане существует одна специализированная школа для слабослышащих и две специализированные школы для глухих детей (школы-интернаты № 1 и № 3 в Баку), однако большинство педагогов, работающих в этих школах, не владеют жестовыми языками.
В 2019 году по инициативе председателя Общественного Объединения «Поддержка глухих» (азерб. Karlara Destek), эксперта по правам инвалидов Всемирной Федерации глухих, эксперта жестового языка, члена Международной ассоциации переводчиков жестового языка Абасова Камрана стартовал проект по созданию словаря азербайджанского жестового языка.
Сайт jestdili.az, созданный Nar совместно с Университетом ADA и Общественным объединением поддержки глухих был полностью обновлен. Первый электронный словарь жестового языка позволяет людям с нарушениями речи и слуха и их близким изучать азербайджанский жестовый язык онлайн в любом месте и в любое время совершенно бесплатно.
В новой версии jestdili.az представлено 4000 видеопереводов, в том числе 500 предложений с примерами их использования в повседневной жизни. В целом, интерфейс jestdili.az был полностью переработан для обеспечения удобства пользователя. Современный дизайн, интуитивно понятная категоризация, обновленная система поиска и многие другие функции были реализованы при поддержке студентов факультета ИТ университета ADA.

### Сайты
- Электронный словарь жестового языка Азербайджана jestdili.az